# Cyphia eritreana
Cyphia eritreana är en klockväxtart som beskrevs av Franz Elfried Wimmer. Cyphia eritreana ingår i släktet Cyphia, och familjen klockväxter. Inga underarter finns listade i Catalogue of Life.